# 海水溫差發電

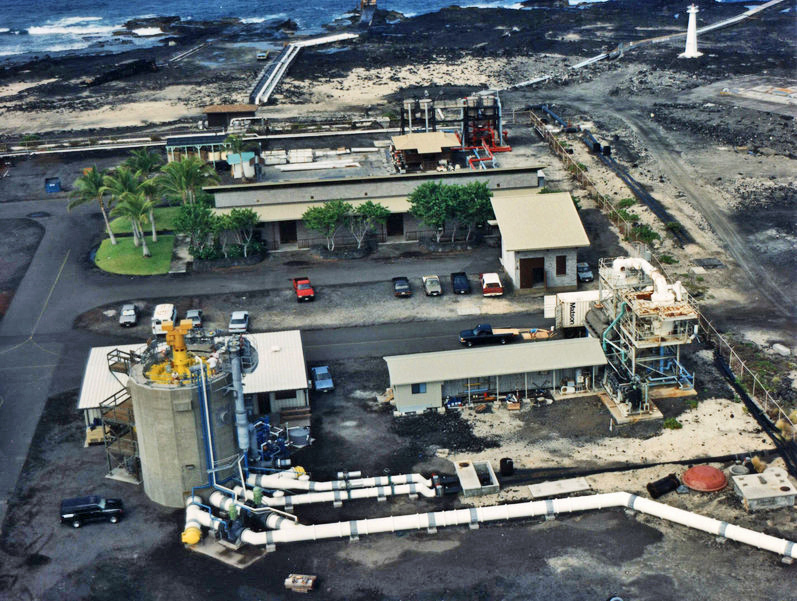
位於美國夏威夷的海水溫差發電廠

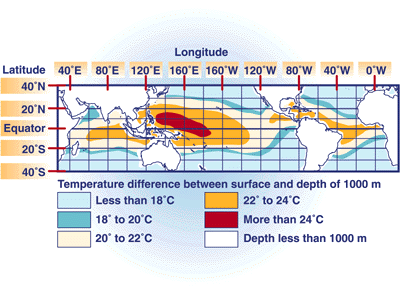
全球適合溫差發電的海域

海水溫差發電法（英語：Ocean Thermal Energy Conversion, OTEC）是一種可再生能源，主要是利用表層海水與深層海水的溫度不同來進行發電。

## 原理
海洋溫差發電是利用熱交換的原理來發電。首先需要抽取溫度較高的海洋表層水，將熱交換器裡面沸點很低的工作流體（working fluid，如氨、氟利昂等）蒸發氣化，然後推動渦輪發電機而發出電力；再把它導入另外一個熱交換器，利用深層海水的冷度，將它冷凝而迴歸液態，這樣就完成了一個循環。周而復始的工作。
在熱交換技術平臺，目前有封閉式循環系統、開放式循環系統、混合式循環系統等，其中以封閉式循環系統技術較成熟。而在地點的設置上，則有岸基式、離岸式差別。

## 封閉式循環系統

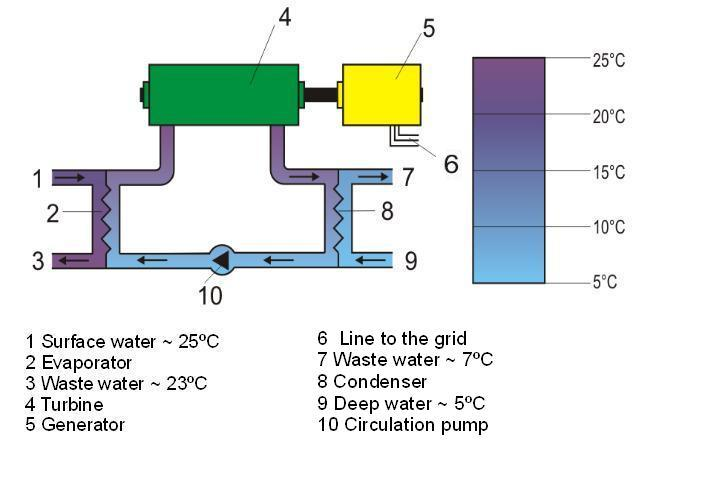
封閉式循環系統示意圖

隨著海水深度的變化，表層海水受到陽光照射，吸收能量而溫度較高；而在海平面200公尺以下，陽光幾乎無法到達，因此溫度較低。海水深度越深，其溫度也就越低。海水溫差發電時，需抽取表層溫度較高的海水，使熱交換機內的低沸點液體〈例如氨〉沸騰為蒸氣，然後推動發電機發電，再將其導入另一熱交換機，使用深層海水將其冷卻，如此完成一個循環。

## 開放式循環系統

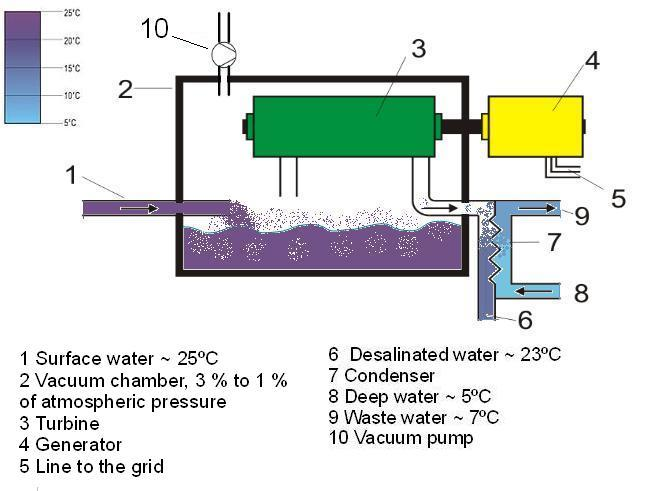
開放式循環系統示意圖

將表層海水引入真空狀態的蒸發槽中，因低壓下水的沸點極低而沸騰為水蒸氣，再引至凝結槽，以深層海水使之凝結為水。此過程中會在蒸發槽與凝結槽之間因壓力差因而形成蒸汽流，在其間加上渦輪機即可發電。另外，使用開放式循環系統發電會在凝結槽中形成淡水，可供使用。排出的淡水，這是它的有利之處。

## 混合式循環系統
開始時類似開放式循環，將溫暖的海面水引進真空容器使其閃蒸成蒸氣，蒸氣再進入氨的蒸發器（vaporizer），使工作流體（氨）氣化來轉動渦輪機發電，如同封閉式循環一般，因此混合式循環兼具開放式循環與封閉式循環兩者的特性。

## 岸基式溫差發電廠
建置深海水管，將深層海水取至岸邊發電廠，此過程容易使冷水管之溫度上升，從而使發電效率更低，另外深海抽水管的建置難度較高。

## 離岸式溫差發電廠
發電廠建置在海上作業平台上，將深層海水抽取至作業平台，溫水與冷水的交換在海上作業平台上完成發電，再由電纜供電至岸邊。離岸式海上作業平台類似鑽油平台，因此水下作業需要錨固深海海底及錨定電纜。其優點是發電效率相對較高，可降低發電成本。

## 深層海水取得之耗損電力
取得深層低溫海水並不需要計算從深海抽取的電力，而是利用連通管原理讓深層海水自動補充到海面高度，因此海洋溫差發電廠只是將水排出電廠，而非從深海抽取，因此在計算取水的能量損耗，是計算海水與排水管的摩擦力損耗。

## 優點
- 不消耗任何燃料
- 無廢料
- 不會製造空氣汙染、水汙染、噪音汙染
- 整個發電過程幾乎不排放任何溫室氣體，例如二氧化碳
- 全年且一天中所有時間段皆可發電，十分穩定
- 副產品是淡水，可供使用

## 缺點
1. 資金龐大
2. 發電成本高
3. 深海冷水管路施工風險高
4. 影響周遭海域生物的生存權

## 條件
通常海水表面溫度約在攝氏20餘度，為了有足夠的溫差進行發電，通常冷水管〈也就是引深層海水的那條管子〉深度要達到海平面下1,000公尺深。在北回歸線地區表面海水溫度約23至28度，1,000公尺深處溫度僅約4度。例如台灣東部海底地形陡峭，離海岸不遠處海水深度即達1,000公尺（某些地點在離海岸3到4公里處即達1,000公尺），因此適合此發電法。

## 技術問題

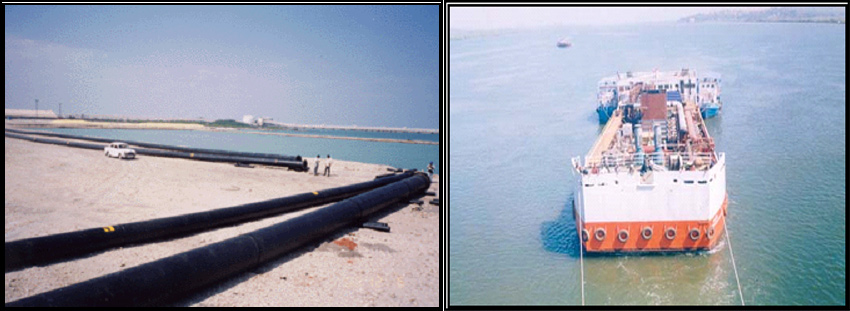
左圖：海水溫差發電用的管線
右圖：位於印度海面上的海水溫差發電廠

岸基式海水溫差發電法中最為關鍵的技術就是冷水管，首先，它必須深入海平面下約1,000公尺的深處，第二，它的管徑必須夠大，才能引入較多海水確保發電效率。
離岸式海水溫差發電法，則較無深海抽水問題，但需要錨定海上作業平台與海底電纜。